# Glicerofosfolipide arachidonoil-transferasi (CoA-indipendente)
La glicerofosfolipide arachidonoil-transferasi (CoA-indipendente) è un enzima appartenente alla classe delle transferasi, che catalizza la seguente reazione:
1-organil-2-arachidonoil-sn-glicero-3-fosfocolina + 1-organil-2-liso-sn-glicero-3-fosfoetanolammina ⇄ 1-organil-2-arachidonoil-sn-glicero-3-fosfoetanolammina + 1-organil-2-liso-sn-glicero-3-fosfocolina
L'enzima catalizza il trasferimento dell'arachidonato e di altri acidi grassi polienoici dalla colina intatta o dai glicerofosfolipidi contenenti etanolammina alla posizione -2  di un liso-glicerofosfolipide. 
Il gruppo organile sulla molecola di donatore sn-1 o accettore può essere alchile, acile o alch-1-enile. Il termine 'radile' è stato alcune volte usato in riferimento a questi gruppi sostituenti. 
L'enzima differente dalla glicerofosfolipide aciltransferasi (CoA-dipendente) (numero EC 2.3.1.148) sia per il fatto di non richiedere CoA, sia per la sua specificità per i gruppi acili poli- insaturi.